# Iglesia de Santa María la Mayor (Alcaudete)
La iglesia de Santa María la Mayor en la localidad de Alcaudete (provincia de Jaén (España)) es un templo católico que fue declarado Bien de Interés Cultural a fecha de 3 de junio de 1931.

## Marco jurisdiccional de la Iglesia
La historia eclesiástica de la villa de Alcaudete tiene dos etapas diferentes marcadas por la distinta naturaleza de sus propietarios.
En un primer momento, como señorío eclesiástico, formaba parte del extenso patrimonio que en el SO. del obispado de Jaén configuraba el partido de la Orden de Calatrava. Eclesiástica y administrativamente era una célula distinta y diferenciada dentro del obispado, cuyas relaciones y obligaciones estaban perfectamente reguladas por concordias entre los obispos de la sede y los maestres de la Orden.
En un segundo momento, conquistada en 1312, permaneció dentro del patrimonio real como villa de realengo, iniciándose su adscripción directa al obispado jienense como parroquia, bajo la advocación de Santa María de Alcaudete, a través del arciprestazgo de Jaén. Esta situación con algunos cambios ha llegado hasta nuestros días.
Si bien la parroquia de Santa María de Alcaudete queda adscrita al arciprestazgo de Jaén, su ámbito jurisdiccional quedaba alejado, separado, e incluso, aislado de aquel por otras jurisdicciones eclesiásticas. La jurisdicción de la parroquia de Santa María durante el siglo XV y XIV se ejercía en el alfoz de la villa, aún lo que se producía el mencionado aislamiento parroquial al quedar rodeada por el N. con el partido de la Orden de Calatrava, llamado a partir de la segunda mitad del siglo XVI Vicaria de Martos, y por el O. con los límites del obispado de Córdoba, establecidos en la divisoria del río Guadajoz, y finalmente por el S. y E. con los términos de Castillo de Locubín y Priego, pertenecientes a la Abadía de Alcalá la Real. En el XVI, aparecen ya dos parroquias en Alcaudete, fruto de un desdoblamiento de la de Santa María, quizá como consecuencia de las nuevas necesidades impuestas por un posible aumento de la población de la villa y, sobre todo, por su desarrollo urbano fuera de las murallas.
La nueva parroquia, bajo la advocación de San Pedro Apóstol, se erigió extramuros sobre una anterior ermita del mismo nombre, pero dependía y estaba subordinada a la de Santa María, que a partir de entonces se tituló iglesia mayor de Alcaudete.
Institucionalmente la iglesia de Santa María, se erigió como un priorato. La máxima autoridad la ejercía el prior y su responsabilidad comprendía desde la administración de los sacramentos y celebración del culto divino hasta el cuidado pastoral de sus feligreses. Para desempeñar el cargo de prior se exigía una serie de requisitos (ser natural de la diócesis de Jaén, y ser bachiller en Teología) y participar en las oposiciones que se convocaban para salir elegido, finalmente, el prior. Contaba el priorato de Santa María con un abundante y privilegiado patrimonio formado por las posesiones o propiedades beneficial y por una extensa participación en las rentas, tanto en las decimales o parte correspondientes de los diezmos como en las procedentes del "pie de altar", consistente en "el diezmo de la ortaliza que se coge verde y el diezmo de aquel que críare con una puerca o dos solamente, aunque tenga muchos puercos machos". El total de ingresos del priorato en el año 1494 fue de 39.012 maravedíes, cifra bastante elevada si se considera que es de disfrute individual y se la compara con los ingresos de la fábrica de la misma iglesia de aquel año, que fueron 41.254 maravedíes. Se conoce el nombre de los cuatro priores de Santa María en la primera mitad del siglo XVI; y a juzgar por los apellidos, la provisión del priorato, pese a los requisitos estipulados, debió estar sometida a nepotismo.
Tras el prior, la composición orgánica e institucional de la iglesia iba seguida por los beneficiados, que a fines del siglo XV eran cuatro y en la primera mitad del siglo XVI uno de ellos (Pedro Jiménez), era a su vez prior de San Pedro; los capellanes, cuya existencia se justifica en un primer momento como sustitutos de los ausentes beneficiados, que gozaban de la prebenda pero no atendían al culto, y posteriormente como capellanes perpetuos, según la fundación de capellanías, quienes a su vez gozaron de la dote instituida siendo sustituidos en el cumplimiento del culto por los capellanes servidores; tras estos estaba el colector o administrador de la colecturia, el sochantre o maestro de ceremonias, el sacristán y los acólitos, y finalmente el mayordomo, encargado de la administración económica y de llevar la contabilidad de la iglesia, y que generalmente era elegido entre un seglar de la villa de Alcaudete por el provisor o visitador del obispado.

## La iglesia gótica
Faltan datos sobre la existencia de una iglesia anterior a la que nos es objeto de estudio. Si la hubo, esta debió de estar en la villa, según parece desprenderse de las páginas iniciales de Fray Jerónimo de los Reyes. Igualmente los datos siguen faltando sobre la fecha del comienzo de las obras de la presente iglesia, aunque sus rasgos artísticos y restos arqueológicos hacen suponerla de finales del siglo XV. Sin embargo su construcción a lo largo de la primera mitad del siglo XVI está suficientemente documentada.
La planta de la iglesia es rectangular, con unas proporciones de 38 m de largo por 22 m de ancho. Está dividida en tres naves, una central de 7,30 m de anchura y dos laterales de 5 m de anchura cada una, estando articuladas entre sí por 3 pilares y 6 pilastras, que dividen transversalmente a cada nave en cinco tramos de una longitud de 6 m aproximadamente, menos el tramo de la cabecera que es de 4 m. La planta de estos pilares suele ser hexagonal con lados irregulares; los pilares de la cabecera son los de mayores proporciones y su planta es romboidal; las plantas de las pilastras son aún más complejas: semiromboidales, rectangulares y poligonales.
El alzado de la iglesia presenta en altura tres naves divididas por dos hileras paralelas de pilares y arcos ojivales que la recorren de pies a cabeza, acentuando su sentido longitudinal y haciendo desaparecer en altura la articulación de tramos transversales a las naves al no existir arcos ojivales perpiaños. Esto no ocurrirá en el tramo transversal de la cabecera, ya que aparecerán arcos perpiaños que permiten una cubrición distinta del resto de la iglesia, a base de bóvedas de nervios. Los pilares se transforman en delgados haces de molduras cóncavo-convexas, cuyas basas se presentan a distinta altura, y sus capiteles se han convertido en una franja o capitel corrido, con motivos vegetales que forman la típica decoración del "crochet" gótico. Los arcos ojivales no son muy agudos, presentando un foco de 7 m de anchura por 1,5 m de altura. El perfil de estos arcos mostraría la continuación y prolongación de las molduras correspondientes a los lados longitudinales de cada pilar. Los muros de la iglesia aparecen lisos y cerrados en su parte N. y E., mientras que se abren por unos tragaluces y puerta oriental por el lado S., y por el lado O., a través de la puerta del Perdón.
Por último, la cubierta de la iglesia es a dos aguas, por lo que presenta una altura desigual de las naves laterales, más bajas que la central. Exteriormente, a los pies de la iglesia, ésta adoptará una peculiar forma en hastial. Interiormente, la cubierta estuvo constituida por un artesonado de madera, que desgraciadamente ha desaparecido, salvo en el tramo transversal de la cabecera donde la cubrición se hizo con bóvedas de nervios.
La descripción de sus elementos formales hace catalogarla como un edificio perteneciente al gótico de finales del siglo XV y primeros años del XVI, que cristaliza en su arquitectura unas constantes histórico-artísticas y regionales que lo definen como un edificio gótico-mudéjar o propiamente andaluz. En esta línea hay que plantearse dos importantes cuestiones arquitectónicas del edificio, o mejor dicho, de determinadas partes del edificio, que no han llegado a nosotros. La capilla mayor anterior a la actual, que como se verá más adelante pertenece ya al estilo renacentista, y el tipo de cubierta interior de la iglesia.
Por lo que respecta al presbiterio o terminación de la cabecera en forma de capilla mayor, anterior a la que se adosa en 1550, es conocida su existencia si se observa in situ la intersección de ambas construcciones, ya que dejan entrever la presencia de un arco de la obra antigua. Igualmente, la documentación deja constancia de una "capilla vieja" que será suplantada por la actual renacentista, por orden del señor visitador el año 1542, en que manda "que la capilla mayor no llegue el espalda de ella sino hasta el arco de la capilla vieja". Ahora bien, si se sabe que la planta de la iglesia era rectangular y con un presbiterio en la cabecera de la misma se desconoce por el contrario la profundidad y dimensiones y forma que debió tener este presbiterio viejo. 
Por otra parte, por lo que respecta a la cubrición de la iglesia se plantea el problema de cual debió ser la originaria cubierta ya que la actual es de los siglos XVII y XVIII. Sin embargo, esta cuestión tendrá una solución satisfactoria por las numerosas alusiones que se encuentran en la documentación acerca de los gastos de la construcción de la techumbre. Torres Balbás respecto a la cubrición de las iglesias gótico-mudéjares en Andalucía afirma que "el gran desarrollo en toda esa región de la carpintería mudéjar permitió cubrir casi todos los templos... con armadura de madera, reduciendo así el espesor de los muros y con simplificación de los apoyos; únicamente empleose la bóveda nervada en la capilla o capillas de la cabecera". Esto es válido para este caso en concreto, tanto para el tramo de la cabecera a base de bóvedas estrelladas, como para las naves de la iglesia, cuya cubrición tuvo que ser forzosamente a base de armaduras de madera. Técnicamente, esto se evidencia en la ausencia de arcos perpiaños, en la esbeltez de los pilares y pilastras que no hacen pensar en un elemento de excesiva carga, en los muros planos, y sobre todo, la disposición longitudinal de los pilares y arcos, formando dos arquerías paralelas sobre la cubrición y cierre de la iglesia, que se realiza en la década de los años 30 del siglo XVI, según afirman algunas partidas consignadas en el descargo de las cuentas de la iglesia del año 1542. Los gastos en madera pueden ilustrar acerca del volumen empleado: 77.980 maravedíes hasta el año 1542, en que básicamente la cubrición de la iglesia se encuentra acabada; luego, en la documentación solo aparecen ligeras referencias de reparaciones efectuadas en la techumbre en el año 1554.
Por lo que respecta al cierre y cubrición del tramo transversal de la cabecera de la iglesia, su estudio no ofrece ningún problema por haberse conservado hasta la actualidad. Son bóvedas nervadas, si bien la bóveda central o del crucero se presenta a mayor altura que las de los dos laterales (capilla de Nuestra Señora y capilla de San Miguel) y con una mayor complicación en sus nervaduras y segmentos, dando lugar a una bóveda de nervios estrellada. En 1543 el visitador general del obispado de Jaén ordenó su construcción: “primeramente que luego se cubra de su crucería de canteria e su bobeda de ladrillo e sus filetrías doradas la capilla que a de venir sobre el altar mayor que se a de pasar a donde dexa mandado que se haga un atajo de Tapieria".
Tres años más tarde continúan las obras de la capilla central y de gran parte de la cabecera de la iglesia, según parece por otro mandamiento del visitador del año 1546, ordenando "que se haga la capilla del crucero y se cierre con su techo en veniendo março, y que hecha se pasen las tapias más adelante en la dicha capilla con las cuales quedará cerrada toda la iglesia... Yten mando que las tapias que agora están hechas se lleguen hasta arriba y se cierren sobre el altar mayor para que se pueda pasar este invierno, y también se ponga algún reparo hazia el altar de Nuestra Señora o se cubra de techo toda la capilla antes que se haga”. El autor de las obras de cubrición de la cabecera fue nombrado por voluntad expresa del visitador general del obispado de Jaén; se trata del cantero Luis Pérez, quien cobraría un salario de 102 maravedíes por cada día de trabajo.

### Puerta del Perdón
La iglesia de Santa María, en su parte occidental queda rematada por una fachada en hastial y dimensiones aproximadas de 22 m de ancho por 15 m de alto en su vertiente central y 8 m en los laterales. Esta fachada se articula a través de dos contrafuertes rectangulares (1,1 x 0,8 m) en tres calles, dos laterales con ventanas de medio punto y derrame externo, y una calle central donde aparecen dos ventanas rectangulares y el gran vano central o Puerta del Perdón. El paramento de esta fachada occidental de la iglesia está compuesto por sillares rectangulares y bien trabados, si bien no uniformes en su tamaño (por lo general, 0,20 x 0,35 y 0,35 x 0,40 m), de piedra negra y gris oscura, que contrasta con la piedra arenisca blanca o "piedra dulce" en que se esculpe la Puerta del Perdón. Esta puerta presenta en su disposición y concepción un gran desarrollo vertical en el que se destacan de una forma clara tres cuerpos:
Cuerpo bajo o puerta propiamente dicha
El vano de la puerta está coronado por un arco de medio punto que presenta interiormente una serie de casetones con flores insertas y exteriormente una cenefa que recorre todo el arco de medio punto con una copiosísima decoración de grutescos en relieve, muy planos, destacando la clave nor un alto relieve que personifica al Dios salvador y misericordioso con una mano levantada y en la otra sosteniendo el globo terráqueo ("cosmocrator"). Destaca este alto relieve por sus rasgos estilizados y rudos, de una gran frontalidad, pero que lleva en compensación un gran expresionismo.
La decoración del arco se continúa por las impostas del mismo, cubiertas de cabezas de angelitos y niños desnudos con una anatomía desproporcionada y marcando acento de sus órganos sexuales. La puerta va enmarcada por dos pilastras abalaustradas, con capiteles compuestos de pseudovolutas, vegetación y cabecitas antropomorfas, de gran expresionismo.
Cuerpo alto de la puerta
Coronando a este cuerpo bajo se encuentra un entablamento con arquitrabe, interrumpido por el trasdós del arco en el centro, con su friso ricamente decorado por niños desnudos y vegetación de hojas y tallos en bajo relieve, y con una cornisa de tasquillos lombardos. AI entablamento se superpone un frontón marcadamente isósceles con el vértice superior muy agudo y con un resalte de la fachada, liso por su cara externa y moldurado a base de taquillos lombardos por la interna.
En el tímpano tendrá lugar el desarrollo de un ciclo iconográfico de honda raigambre medieval, como es la Anunciación de la Virgen, que ha llegado incompleto hasta nuestros días (solo el Espíritu Santo y las dos peanas de soporte de la Virgen y del Arcángel), y en el centro un jarrón de azucenas (tema mariano por excelencia). De los vértices inferiores del frontón arrancan dos peanas de remate con un primer cuerpo o pedestal que rudamente se yuxtapone y encaja con la molturación del frontón y un segundo cuerpo abalaustrado. Igualmente, del vértice superior o frontispicio arranca otra peana de remate de mayores dimensiones que las dos anteriores, más recargada y coronada por un gran festón. Las tres peanas de remate están enlazadas por dos enormes flores de lis.
Enmarcando los elementos arquitectónicos y decorativos de este segundo cuerpo de la portada y hasta algunos del primero, se encuentra el alfiz con una molturación típicamente gótica a base de concavidades y convexidades.
Rosetón
A manera de colofón radiante, los dos cuerpos anteriormente descritos, van coronados por un rico y vistoso rosetón que se inscribe a través de un primer círculo de motivos vegetales y "crochets" góticos en una serie de molduras circulares cóncavo-convexas. El vano circular está ocupado por una rejería de piedra calada.
Así pues, tanto los elementos arquitectónicos que configuran la portada del Perdón, así como su tratamiento decorativo, de claro abolengo gótico, permiten catalogarla como ejemplo de transición artística y sobre todo de mescolanza de diversos estilos, que expresan mejor que nada ese sentido de cambio que hay en los gustos, en las mentalidades, incluso en los oficios y maneras de trabajar de los canteros de este momento. Por ello, no se puede seguir clasificando, como Camón Aznar lo hace, a esta portada como plateresca, solo por la presencia de algún elemento típico de esta arquitectura, ya que tiene, sin embargo, una concepción arquitectónica muy distinta, predominando algunos otros elementos, como son el alfiz, rosetón y frontón, que son los que marcan, sin duda, el carácter de esta obra de transición de la portada del Perdón, muy ligada todavía al gótico-mudéjar.
Igualmente, la fecha de su construcción no es tampoco razón válida para su adscripción al plateresco, sino que viene, por una parte, a corroborar la continuación y prolongación dominante de una corriente artística hasta bien entrado el siglo XVI, y por otra parte, a ilustrar sobre el conservadurismo de estos canteros locales, quienes continúan trabajando con una técnica tradicional gótico-mudéjar, si bien incorporando lenta y pausadamente alguna novedad arquitectónica y decorativa. Documentalmente aparece registrado el autor de la portada del Perdón, el cantero Simón Pérez, que realizó la obra mediante contrata por una cantidad de 99.500 maravedíes; inicialmente, en el año 1532 le fueron pagados 9.043 maravedíes y el resto en 1542. Esto permite afirmar que la construcción de la portada debió realizarse en la década de los años 30 del siglo XVI. Así, la obra quedó prácticamente concluida con la intervención de Simón Pérez, si bien posteriormente se vuelve a tener noticia documental de ella en 1554 al librarse una partida de tres reales y medio, o sea, 119 maravedíes, para unas pequeñas reparaciones de la puerta.

## Partes renacentistas de la Iglesia
El conjunto arquitectónico de esta iglesia recibirá tres grandes aportaciones, dentro de las directrices del Plateresco y Renacimiento pleno, como son la portada de Santa María, la capilla mayor de la iglesia y algunas obras que le fueron encargadas a Andrés de Vandelvira.

### La portada de Santa María
Esta puerta lateral, situada en la parte meridional de la iglesia, sin duda alguna, ha sido la que más ha llamado la atención de todo el conjunto monumental, recibiendo los juicios más peyorativos, tales como "obra de poco gusto, aunque de mucho trabajo"; “el abuso de decoración trabajando con exceso recargó los adornos y privó a esta obra de la gracia y esbeltez de las líneas clásicas”; el juicio que mejor la califica es el de Chueca Goitia, quien la considera "abigarrada”.
La puerta queda en alto, a unos 5 m de altura de la calle, y para salvar dicho desnivel hay una escalinata doble de piedra negra.
Esta portada está disociada del paramento de la iglesia, yuxtapone a modo de tapiz la portada que se adosa posteriormente. A ello contribuye que toda la decoración se encuentre enmarcada dentro de un rectángulo que envuelve el vano adintelado de la puerta (3,20 x 4,50 m) que viene encuadrado por una moldura saliente que la recorta rectangularmente (9 x 11,50 m). La piedra es caliza o "piedra dulce", que contrasta igualmente con las piedras de los muros de la iglesia; es de destacar el mal estado de conservación de esta portada a consecuencia del desmoronamiento de la piedra, corriendo el peligro de perderse con el tiempo. La portada rebasa en altura el muro lateral, incluso el tejado, dando lugar a un tramo transversal del tejado para contrarrestar el peso y carga del metro y medio aproximadamente que supera al muro de la iglesia.
Arquitectónicamente se concibe como un retablo en piedra, dividido en tres cuerpos y tres calles que lateralmente se encuentran continuadas por el desarrollo vertical de pilastras pareadas, que, en realidad son balaustres casi exentos (sobresalen de la pared de fondo en sus tres cuartas partes), coronadas por peanas de remate. El primer cuerpo aglutina en torno a la puerta adintelada una decoración diversa a base de motivos de la Pasión, marinos (tritones, estrellas, conchas), cabezas de ángeles, etc. En el segundo cuerpo aparece un entablamento, cuya cornisa sufre una flexión semicircular en forma de nicho u hornacina donde iba colocada la imagen de la Virgen (hoy día, sólo queda la basa y media luna que la sustentaba); a ambos lados están situadas en alto relieve las cabezas de los cuatro evangelistas, llevando debajo una cartela con sus respectivos nombres. El último cuerpo de la portada aparece recorrido por motivos heráldicos: a la izquierda el escudo de D. Martín Alfonso de Córdoba y Velasco, primer conde de Alcaudete, que lleva sobrepuesto la cruz de Santiago y la corona condal; en el centro, el motivo mariano del jarrón con azucenas, que va coronado por un frontón que lleva en su frontispicio una cruz de piedra; y, en el lado derecho, el escudo eclesiástico de D. Francisco de Mondejar, obispo de Jaén, hijo del primer marqués de Mendoza. En toda la superficie de la portada de Santa María se distribuyen doce hornacinas, en realidad son peanas y doseles de piedra, que fueron ocupadas por un apostolado, que no se ha conservado.
Estilísticamente, esta portada pertenece al plateresco, Camón Aznar la considera, pese a la deficiente y equívoca descripción que hace de ella, dentro de tal corriente artística. Para fechar esta portada existen los testimonios heráldicos, tanto de Martín Alfonso de Córdoba (1529-1558), como de Francisco de Mendoza (1538-1543). Todo esto, hace pensar por una parte que fueron ellos los promotores y patrocinadores de la obra de esta portada, y por otra parte que su construcción tuvo que iniciarse aproximadamente por el año 1540, ya que en los mandatos del visitador del año 1542 se ordenaba "que la portada no suba del tejado o poco más arriba se ponga el remate”; sin embargo, éste sobrepaso como anteriormente se señaló, el muro lateral de la iglesia llegando hasta una altura aproximada a la del vértice del tejado. Las obras de la portada se continuaron intensamente a lo largo de todo el año 1542, de tal manera que los gastos de ese año ajustados en las cuentas de 1543 y correspondientes a la portada de Santa María representaron el 60% del total de gastos de la fábrica de la iglesia. Los gastos son en concepto de extracción y transporte de la piedra desde la cantera a la iglesia, que costará 16.097 maravedíes, como en pago de salarios de los canteros que intervinieron en la construcción de la misma, por un total de 33.332 maravedíes. En torno al 1543 la portada debió de encontrarse concluida, ya que sólo se volverá a tener noticia de ella en los años siguientes para una ligera reparación del tejado.

### La Capilla Mayor
Tiene planta rectangular (9,7 m de ancho x 10,8 m de largo). Se encuentra partida en dos partes o niveles por una plataforma, estando la parte más alta a 1,1 m sobre el nivel del suelo de la iglesia y sobre la cual se levanta el altar mayor. En su alzado destacan cuatro pilastras renacentistas molduradas y sin ninguna decoración, salvo las que están en contacto con la iglesia, que llevan inscritas en su parte superior dos bucraneos. Sus paredes son completamente lisas; las dos laterales abiertas en altura por ventanas de triple vano de arcos semicirculares y con vidrieras; la pared frontal aparece hoy día lisa, aunque anteriormente estuvo ocupada por un retablo. La cubrición de la capilla mayor se realiza a 24 metros de altura mediante bóveda vaída de casetones, que apoya directamente sobre los cuatro arcos semicirculares, que a su vez descansan en las cuatro pilastras mencionadas.
La obra y construcción de esta capilla está suficientemente documentada por el libro de fábrica, de manera que rehacer el proceso constructivo de esta no presentaría dificultad alguna. La primera noticia es el mandamiento del visitador en 1542, donde limita la extensión y tamaño que deberá tener la capilla mayor, de manera que "no llegue el espalda de ella sino hasta el arco de la capilla vieja". En la visita de 1543 se estipulan otros mandamientos acerca de cómo deberán hacerse algunas partes de esta, como es el caso del altar mayor, "el qual manda que se haga alto de manera que suban a él por cinco o seys gradas, con sus tableros a los lados, en los cuales se pongan unas verjas de madera con balaustres torneados". Así mismo, se ordenó atajar la iglesia con una pared para evitar de este modo molestias de la obra. La obra debió comenzarse en el año 1544, fecha en la que se registran ya los primeros gastos de la construcción de ésta; los gastos de este año en piedra y oficiales fueron de 10.220 y 45.611 maravedíes respectivamente, y los del año 1545, en piedra 29.026 maravedíes, en cal y yeso 5.525, y 34.203 maravedíes en salarios de oficiales. En el año 1546, la obra fue examinada por el visitador general del obispado de Jaén, que al mismo tiempo revisó las condiciones y requisitos de la construcción de la capilla mayor, que anteriormente habían sido aprobadas y confirmadas en otra visita. Se indica ya en este año quién es el artífice encargado de la obra, el maestro Bolívar. Hacia finales de los años 40, la capilla mayor se encontraría materialmente erigida en su armazón y aparejos de muros, a falta tan solo de su cubrición y revestimiento interno. Todo esto se llevó a cabo entre los años 1544 y 1550 y de acuerdo a un plano de la capilla que fue pintado con tal fin en una pared de la misma. El revestimiento interno se realizó a base de cuatro pilastras de piedra blanca, y en cuyo emparejamiento y trabajo de su paramento interno intervino el cantero Dómine Garay. La cubrición conllevaba una serie de actividades previas como es la preparación de un andamiaje, en que intervinieron dos carpinteros, Bartolomé Gutiérrez y su hermano, y la construcción de las cimbras de bóveda. Luego, se realizó la armadura de madera sobre la que descansaría el tejado y retejado de la capilla mayor; y finalmente, la bóveda propiamente dicha “en cubrir y enlucir la dicha capilla y el cimborrio y cabrios para ella”.
El maestro de la capilla mayor, como se apuntó anteriormente, fue Martín de Bolívar, que recibió por su labor 103.566 maravedíes. La construcción de ésta puede considerarse básicamente terminada en 1550 fecha de la tasación y valoración global de la obra por una persona que vino de fuera para este fin.

### Presencia de Vandelvira en las obras
En la visita pastoral que realizó Diego Taver, obispo de Jaén a la villa de Alcaudete en 1558, dejó asentados en el Libro de Fábrica unos mandamientos, entre los cuales merece destacarse uno que informa sobre la presencia e intervención de Andrés de Vandelvira en las obras de la iglesia de Santa María: “Yten, su señoría manda hacer una tribuna en esta yglesia por orden e traça que dará Vandelvira, el maestro de obras”. No es de extrañar la presencia de Vandelvira en la villa de Alcaudete, ya que desde el año 1554 se encontraba en la ciudad de Jaén, como maestro de obras de la Santa Iglesia Catedral.

### Las obras de la Iglesia en la primera mitad delsigloXVI(1532-1558)
El libro de Fábrica permite seguir año por año las construcciones llevadas a cabo en la iglesia, mediante una relación pormenorizada de personas que intervinieron en ellas y los salarios percibidos, así como de materiales empleados en la obra. Esto servirá para valorar globalmente el coste de las obras, el proceso de construcción y el ritmo seguido.
Estos gastos, aisladamente, poco o nada pueden decir si no se les compara con los restantes gastos que en ese mismo periodo tuvo la fábrica de iglesia. La cantidad de 1.630.025 maravedíes supone el 44,4% del total de gastos de ésta, cifra considerable, si se tiene en cuenta que la fábrica de la iglesia no tenía que atender al servicio de la misma (salarios de servidores de los beneficios, del clérigo o clérigos que decían misa, de predicadores, sacristanes, sochantre, acólitos, etc.), al mantenimiento del ciclo divino (gastos de cera, aceite, agua, cuidado del vestuario, reposición de objetos litúrgicos, etc.) y otros gastos de distinta naturaleza. De esta manera, el hecho de que el 44,4% del gasto total esté ocupado en la construcción de la iglesia, supone una gran dedicación material y humana a ésta.
Si bien la cifra global permite valorar la importancia que tuvieron los gastos de la obra en el conjunto del gasto de la iglesia, sin embargo, no sirve para observar la marcha y ritmo de la construcción de la iglesia. Por eso hay que recurrir a los gastos anuales. Así, en los diez primeros años (1532-1542) los gastos de la obra contabilizaron 936.634 maravedíes, que representan el 57,4% del total; mientras que en los dieciocho años primeros (1532-1550) contabilizaron los gastos 1344.934 maravedíes, que representan el 82,2 por ciento. Esto es bastante significativo, ya que muestra que el grueso de las obras de la iglesia se llevó a cabo y tuvo lugar en la década de los años 30 y 40 de la decimosexta centuria. Incluso, podría afirmarse con poco o nulo margen de error que hacia el año 1550 la iglesia de Santa María, básicamente, estaría terminada.
De igual manera, para valorar mejor el ritmo anual de las obras se han realizado unas medidas anuales de gastos, figuradas. Como fácilmente se puede comprobar estas mostrarían una tendencia muy alta en la década de los años 30, llegando en 1542/43 a duplicarlas con exceso; a raíz de este año la tendencia se invierte y será descendente, pero dentro de una tónica moderada en los años 40. Ya en los años 50 se observa que la tendencia a disminuir se acentúa y que los gastos de la obra de la iglesia alcanzaron entonces los niveles más bajos del periodo que estamos estudiando.
Las obras de la iglesia son llevadas a cabo por parte de la dirección centralizada de las autoridades eclesiásticas del obispado de Jaén, de un lado, y por otra parte, mediante la organización "in situ" de la construcción, en la cual el mayordomo fue la pieza clave, tanto como ejecutor local de las ordenanzas de las autoridades del obispado en lo concernía a la realización de los distintos proyectos y programas constructivos como de director de esa planificación “in situ”.
La dirección fue llevada desde la misma sede del obispado de Jaén por la autoridad eclesiástica, competente, quien controlaba y decidía las obras que se habían de realizar, quién las llevaría a cabo, cómo y cuando, regulando de esta manera hasta los mínimos detalles de la obra de la iglesia.
Esta centralización se hace patente en los encargos y asignación de proyectos constructivos por parte de los gobernadores y provisores generales del obispado. Como ocurre con la cubrición de la cabecera de la iglesia, que es encargada por el provisor general Pedro de Mérida al cantero Luis Pérez, estipulándose las condiciones de realización de esta: “la qual dexa encargada a Luys Pérez, cantero, al qual manda que se le de jornal todos los días que anduviere en la dicha obra a tres reales, e al oficial que traxere consygo dos reales, e que la otra gente que oviere menester la pida al mayordomo”.
Otro caso es el encargo de la capilla mayor a Martín Bolívar, maestro de obras, po parte del provisol general, D. Gabriel Merino de Guzmán. En otras muchas ocasiones, los encargos son realizados directamente por el obispo de Jaén, como ocurrió en 1558, que D. Diego Tavera dejó encargada la construcción de una tribuna en la iglesia: “por orden e traça que dará Vandelvira, maestro de obras”. Diez años más tarde, el obispo Francisco Delgado encargó al maestro de cantería Miguel Ruiz de Mayor, la construcción de la sacristía.
Igualmente la dirección de las obras se llevó por los “mandatos” y “Ordenanzas del visitador”, que van asentando por capítulos al final de cada visita en el Libro de Fábrica donde de manera particularizada se estipulaban las obras que habían de realizarse en la iglesia en un plazo corto de tiempo. A través de estos “mandatos” se indicaban las construcciones que se habían de realizar, cómo se deberían llevar a cabo, el tiempo que había de durar la obra, canteros que la ejecutarían, etc.
Es todo lo anteriormente dicho queda patente como se planifican las obras de la iglesia de Santa María desde la misma sede diocesana de Jaén. Sin embargo, las obras requieren la presencia de una persona que sea responsable directamente a nivel local, de la ejecución de las mismas. Esta persona fue el mayordomo de la iglesia, quién, además de su función de contable y administrador de los bienes de la fábrica, fue el encargado de proporcionar los materiales de construcción y la mano de obra necesaria a esta. Igualmente, el mayordomo tuvo otra función que lo implica más aún en la obra, como fue la vigilancia de los trabajos de los oficiales y peones, según perece por una de las partidas de las “cuentas” de la iglesia referente al salario del propio mayordomo: “quarenta y dos días que truxo obra la iglesia de alvañeria, que anduvo el dicho mayordomo con los oficiales y peones haciéndoles trabajar, quarenta y dos reales”.
En primer lugar, hay que destacar que los 671.980 maravedíes del total de salarios del personal contratado que intervienen en la construcción suponen el 41,1% del total de gasto de ésta. Ello indica la importancia que tiene en las obras la presencia de una mano de obra cualificada, percibiendo salarios elevados, que responden en todo momento a sus distintas capacidades técnicas. Pero, dentro de este personal cualificado hay grandes diferencias en los salarios percibidos. Así los canteros ocupan el primer lugar de los salarios con un total de 184.056 maravedíes, seguidos de los carpinteros con 124.853 maravedíes, del entallador con 106.390, y de los maestros de obra con 103.566 maravedíes.

## Construcciones posteriores
El conjunto monumental de la iglesia que se estudia, comprendería otros edificios anejos de época posterior, como son la torre-campanario, cuya construcción se lleva a cabo a lo largo de todo el siglo XVII y la serie de sacristías, tres en total, como resultado del proceso de enriquecimiento de objetos de culto y vestiduras sagradas por parte de la iglesia, que obligaría a una sucesiva yuxtaposición de las mismas, desde la primera del siglo XVI hasta los años iniciales del siglo XVII.

### Las sacristías
La sacristía más antigua pertenece a la primera mitad del siglo XVI y está documentada en el libro de fábrica. Se encuentra en la parte meridional de la iglesia y en comunicación con la capilla mayor. La segunda sacristía situada en la parte E., y sobresaliendo, fue realizada por el maestro de cantería Miguel Ruiz de Mayor, en la segunda mitad del siglo XVI y principios del XVII. La tercera sacristía, junto a la anterior y en la misma parte oriental forma el cuerpo bajo de la torre-campanario.

### La torre-campanario

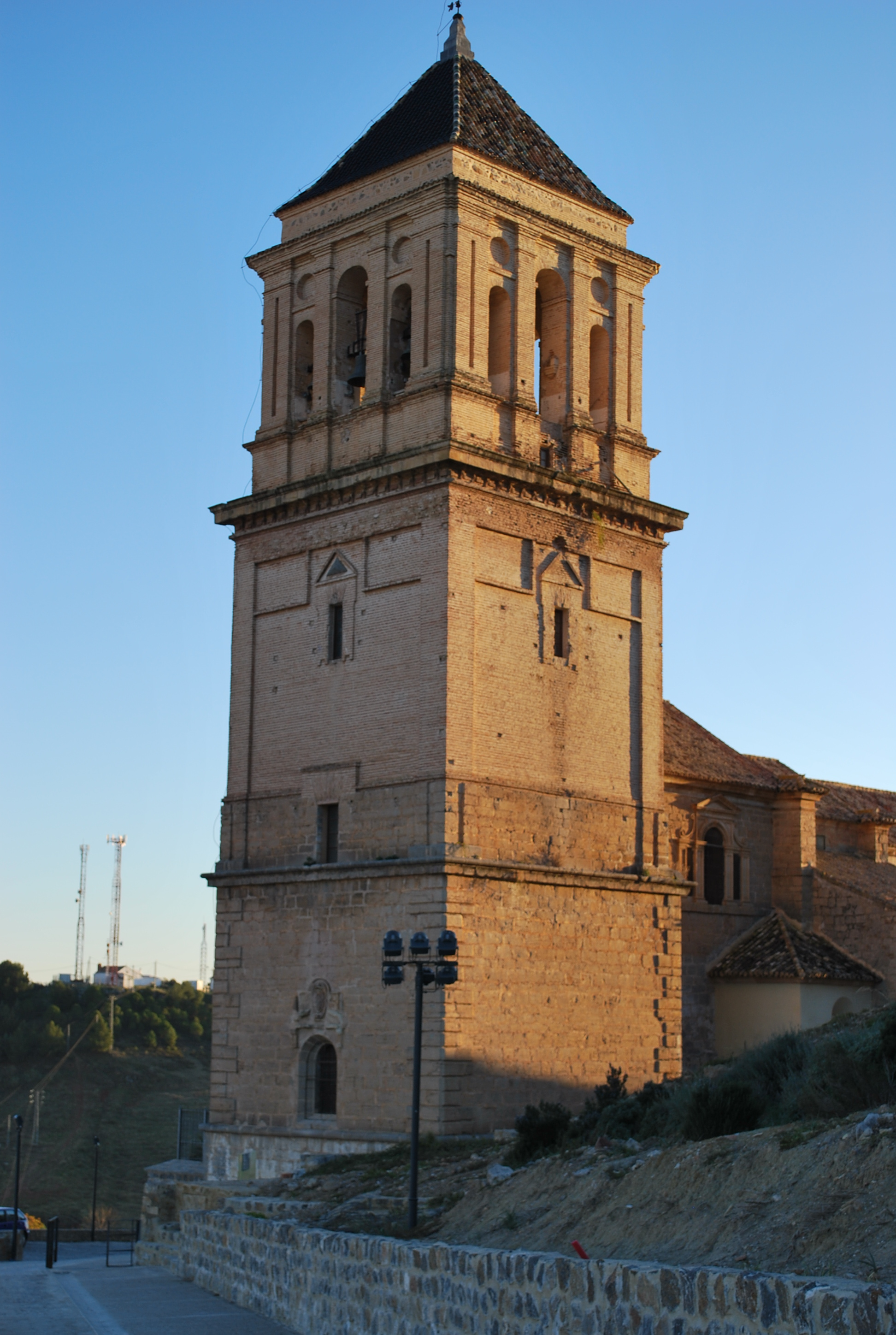
Torre de Santa María

La torre tiene unas dimensiones de 10,75 m x 11,75 m de base, es decir, una base ligeramente rectangular, y unos 45 m de altura, estando dividida en cuatro cuerpos.
El primer cuerpo, que representa el exterior de la tercera sacristía ya citada, está realizado en piedra arenisca con una altura aproximada de unos 16 m desde la base.
El segundo cuerpo forma interiormente la vivienda del campanero, y está realizado exteriormente en ladrillo, aunque el anima es de piedra. Este cuerpo acaba en una cornisa de piedra muy saliente con decoración simple de molduras cóncavas y, sobre la que se asienta el campanario.
Este campanario forma el tercer cuerpo, estando realizado en ladrillo y presentando tres arcos en cada lado del mismo, siendo el central más grande, y no presentando ningún tipo de decoración, excepto de la conseguida con los mismos elementos constructivos.
El cuarto y último cuerpo lo forma el tejado en forma de chapitel con tejas de cerámica vidriada en tonos oscuros.
A la clasificación cronológica de este campanario ayuda la existencia en el primer cuerpo de la torre del escudo perteneciente al obispo de Jaén Sancho Dávila y Toledo (1600-1615), quien será el promotor de su construcción. Las obras perduran en 1666, según se desprende del libro de fábrica.
El actual tejado del campanario fue construido en el siglo XIX tras haber sido destruido el anterior por un rayo, volviendo a ser restaurado en 1982.

## Elementos no arquitectónicos de la Iglesia

### Elementos conservados
Puertas de acceso a la iglesia
Tanto las puertas de acceso de la portada del Perdón (4,1 m de altura x 3,4 m de anchura), como la de la portada de Santa María (4,5 m de altura x 3,5 de anchura) son de construcción adintelada en madera, siendo sus únicos motivos ornamentales clavos en forma de círculo que a su vez sirven como elemento de unión, y rosetas octogonales unidas por costillas al núcleo central que es un clavo. Ambas están muy deterioradas por el paso del tiempo, ya que son de la época de la construcción de ambas portadas.
Puertas de acceso a la sacristía
La puerta que pone en contacto la capilla mayor con la primera sacristía es de gran belleza. Tiene unas dimensiones aproximadas de 3 m de altura por 1,5 m de anchura, siendo de claro estilo renacentista y estando formada por 32 cuadrados (8 en altura x 4 de anchura) realizados con molduras tienen en su interior otro igual número de cabezas tanto masculinas como femeninas en las que se puede observar la gran influencia clásica tanto en el tratado del cabello en formas anilladas, como por los rasgos de la cara y la temática; sobre la realización de estas puertas no se disponen datos algunos que nos puedan indicar el autor, fecha de construcción, etc.
Púlpito
El púlpito no se conserva intacto, siendo mayormente conocido por la descripción que de él realizó P. Madoz: “El púlpito es de obra costosa y de mérito; se compone de mármol negro con embutidos de blanco con varios calados, siendo de notar un globo de jaspe de colores, que se ve sobre la pilastra al principio de la escalera, el cual es de mérito y pulimento poco comunes". Para complementar esta descripción solo disponemos de una vieja fotografía de inicios del siglo XX, en la que se puede observar que presenta una plataforma pequeña rodeada de una balaustrada pentagonal, que recorre toda la escalera hasta el suelo. A espaldas se hallaba un relieve en madera con un crucificado, unido al tornavoz en forma de cúpula semicircular y coronado por una escultura de cuerpo entero, todo ello destruido durante la última contienda civil, restando sólo la plataforma y la balaustrada en buen estado.
La traza de este púlpito pertenece a Andrés de Vandelvira, tal y como consta en el libro de fábrica.
Escultura de una Virgen
La virgen está realizada en madera, creyéndose que pertenece al primer cuerpo del antiguo retablo de la capilla mayor. Tanto por su ampulosidad en los ropajes que caen irrealmente en una serie de pliegues retorcidos, como por la mirada dirigida hacia el orante, así como por la disposición de sus manos, la izquierda en sentido oferente y la derecha en actitud de sentimiento puesta sobre el pecho podemos incluirla como muestra del Barroco en la villa de Alcaudete; la imagen está policromada aunque muy deteriorada.

#### Elementos no conservados
Sillería del coro alto
El único vestigio que queda de esta obra es una reja en mal estado, habiendo sido todo lo demás destruido, poseyendo para su estudio solo la descripción del citado Madoz: "El coro tiene dos órdenes de asientos de nogal trabajados con esmero, en los cuales, además de los adornos arquitectónicos, se ven las imágenes en medio relieve de varios santos y los actos de sus martirios: le separa del resto de la iglesia una verja de hierro de 3 varas de alto...". La obra estaba realizada en madera de nogal, poseyendo según se cree unos marcados rasgos siloescos. Su documentación adolece también de la inexistencia de datos.
Órgano
También destruido poseyéndose otra somera descripción de Madoz: "...el órgano es de construcción moderna y bastante bueno; se eleva aislado a espaldas del coro con tribunas al afecto, y forma simétrica, con la capilla mayor...".
Retablo
La iglesia tuvo siete capillas laterales, hoy desaparecidas, en su lado N., que tenían cada una un altar, siendo la mayor parte de los retablos de arquitectura renacentista y "pintados de jaspe con filetes dorados”. El retablo mayor constaba de cuatro cuerpos sustentados por columnas con profusión de adornos, estando en su parte superior las estatuas de los profetas, más abajo las de los apóstoles y sobre el zócalo los principales misterios en medios relieves con buenas pinturas en lienzo entre columna y columna. Un tanto avanzado se encontraba el tabernáculo coronado por elegantes cúpulas, bajo la cual se adoraba una gran custodia en andas; esta última aún se conserva.